# Bramans
Bramans est une commune déléguée du nouveau regroupement de communes de Val-Cenis, commune française située en Haute Maurienne dans le département de la Savoie, en région Auvergne-Rhône-Alpes.
Elle fusionne le 1er janvier 2017 avec les communes de Lanslebourg-Mont-Cenis, Lanslevillard, Sollières-Sardières et Termignon pour former la commune nouvelle de Val-Cenis.

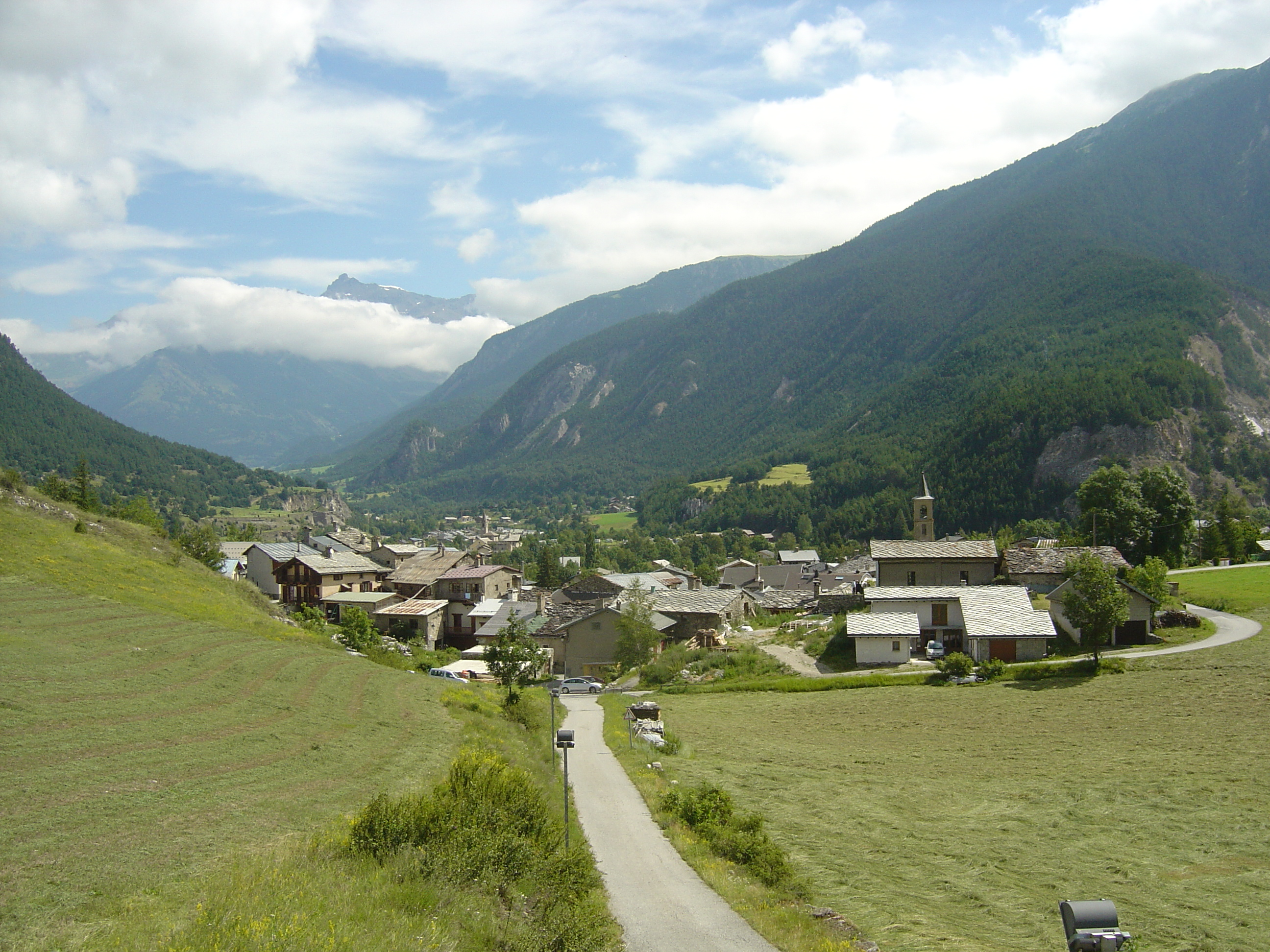
Le village (vue vers le nord-est).

## Géographie

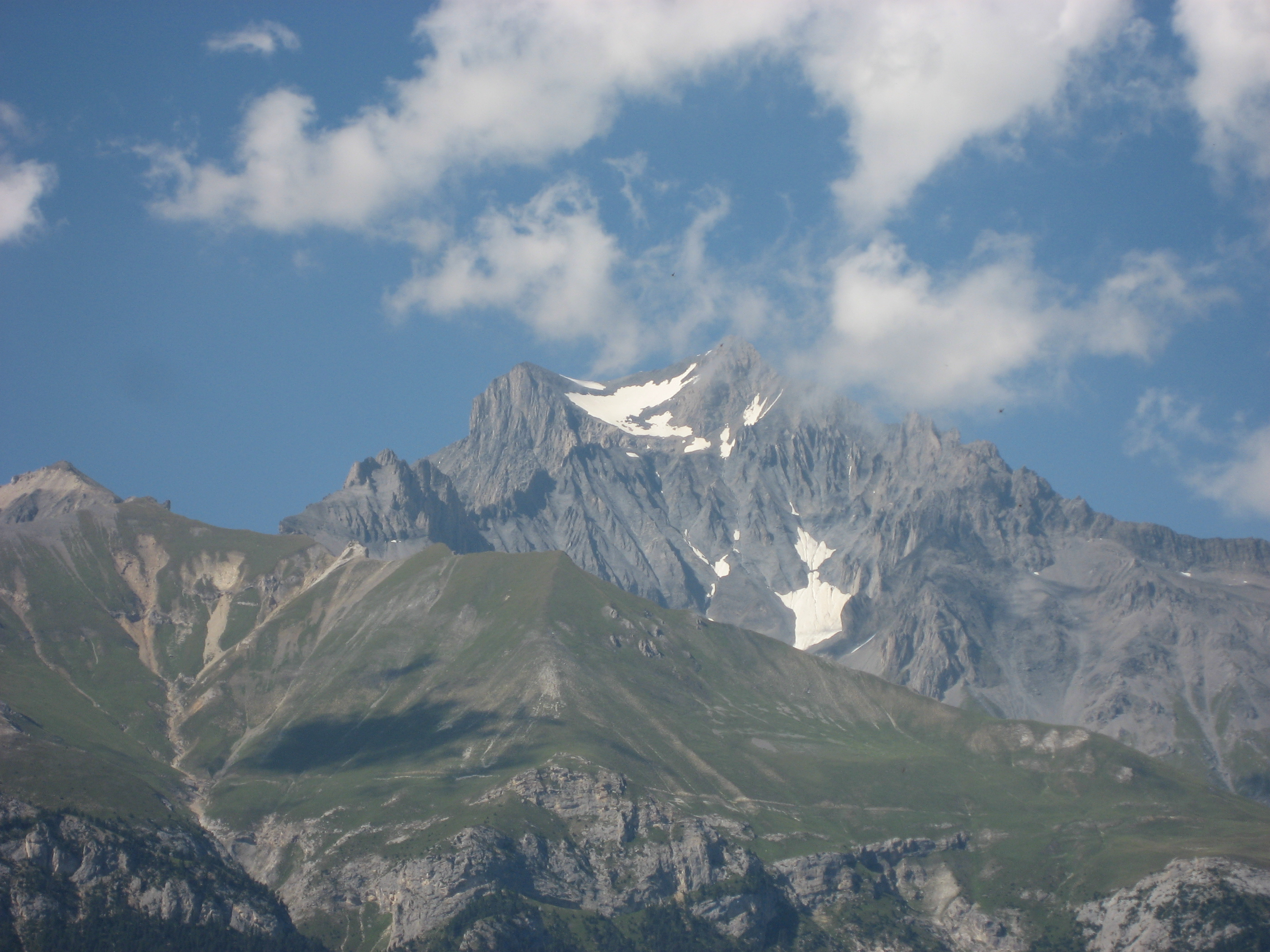
La vue sur la Dent Parrachée (3697 m) depuis Bramans.

### Localisation
À 10 kilomètres au nord-est de Modane, Bramans est un village en bordure de la frontière italienne sur l’antique voie romaine qui franchissait le Petit-Mont-Cenis (2 197 m) ou le col du Clapier (2 477 m).
Ce village situé dans le massif du Mont-Cenis , est le premier village de Haute-Maurienne en remontant la vallée de la Maurienne, qui marque l'entrée de la Haute-Maurienne-Vanoise et fait partie du parc national de la Vanoise.
En suivant l'antique route vers l'Italie, on trouve le hameau du Planay, carrefour de hautes vallées de la commune (Savine, Ambin et Étache).
| Aussois | Sollières-Sardières (Val-Cenis) | Lanslebourg-Mont-Cenis (Val-Cenis) |
| Avrieux | Bramans (Val Cenis)             |                                    |
|         | Bardonnèche (Italie)            | Exilles (Italie) Jaillons (Italie) |

### Voies de communication et transports
Ski Bus de Haute-Maurienne : lignes pour rejoindre les plus beaux coins ou les stations de la vallée.
- Ligne-4 (Val-Cenis) [Termignon - Bramans - Le Cerney]
- Ligne-1 (Haute-Maurienne) [Val-Cenis (Bramans) - Bonneval sur Arc] avec connexion sur la ligne 2 pour Aussois
- navette Bramans-Le Planay pour accéder aux pistes du plateau.

Cette ligne ne fonctionne qu'en saison et les horaires sont variants.
Avion :
- Aéroport de Lyon-Saint-Exupéry (2 h), bus en hiver via Modane.
- Aéroport de Chambéry - Savoie-Mont-Blanc (1 h 15), bus en hiver via Modane.
- Aéroport international de Genève (2 h).

Train :
- TGV Quotidien entre Paris et Milan via Chambéry descendre à Modane. Puis taxi ou bus jusqu'à Bramans.
- TER sur les lignes Chambery ↔ Modane et Lyon ↔ Modane.

Route :
- Autoroute A43 entre Lyon et l'Italie via le tunnel du Fréjus, sortir au Freney. Puis D 1006 (anciennement RN 6) de Modane prendre direction Haute-Maurienne-Vanoise (Lanslebourg) sur 10 km jusqu'à Bramans.
- Depuis Chambéry prendre direction Turin / Maurienne, Saint-Jean-de-Maurienne et Modane. De Modane prendre direction Haute-Maurienne-Vanoise (Lanslebourg) sur 10 km jusqu'à Bramans.

### Climat
Le climat y est de type montagnard :
- Été : sec et chaud, quelques journées orageuses, pluviométrie l'une des plus basses de Rhône-Alpes. Temps idéal pour la randonnée ;
- Hiver : sec et froid, neige, mais journées ensoleillées, 60 / 80 cm de neige en moyenne en haute saison. Temps idéal pour le ski de fond et les balades en raquettes.

## Urbanisme

### Morphologie urbaine

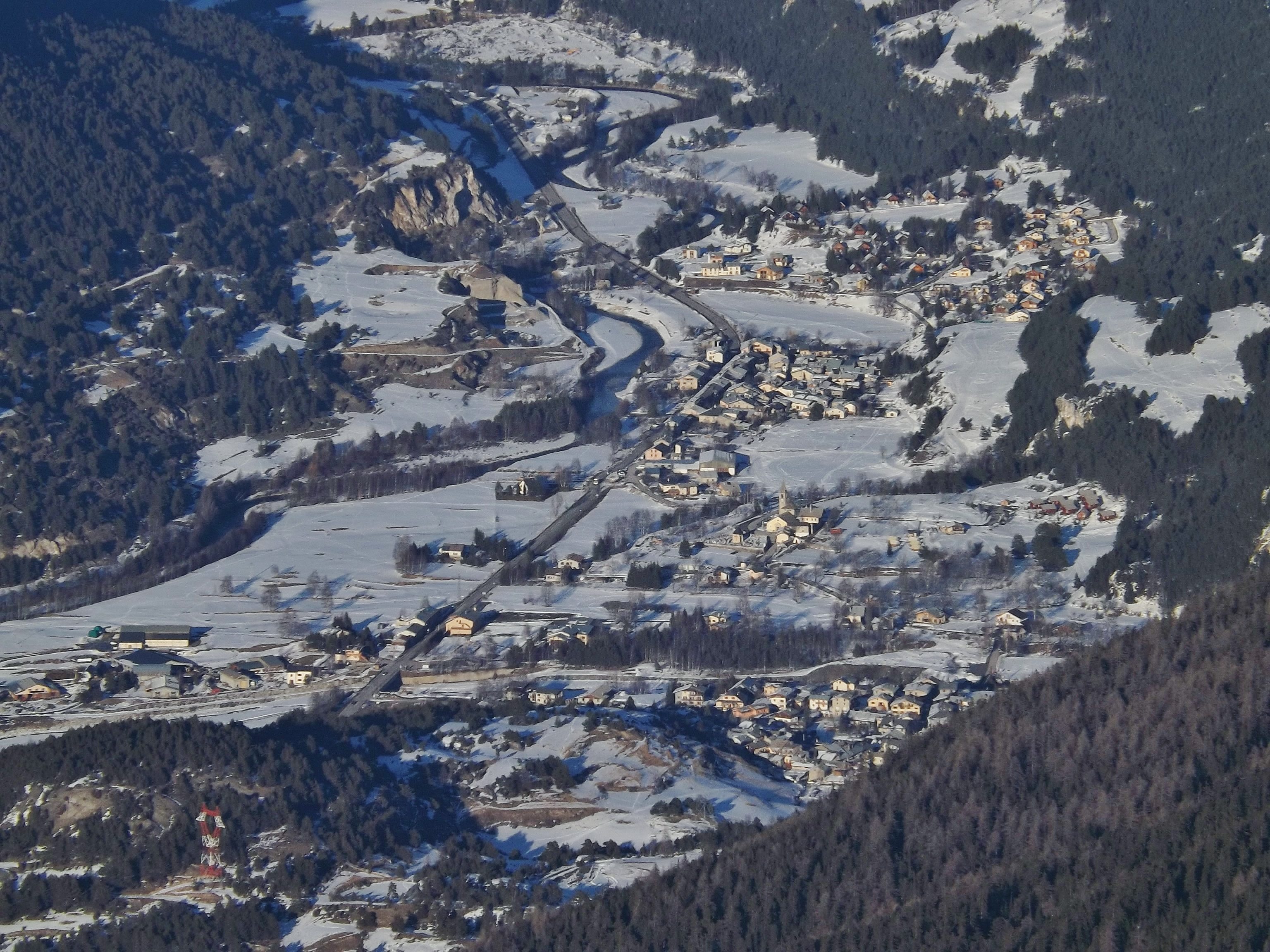
Les villages de la commune.

Le village a dû se répartir en trois éminences à un kilomètre les unes des autres pour se protéger des crues des torrents environnants.
En arrivant de Modane on trouve tout d'abord Bramans (1 250 m) qui est le chef-lieu. Situé sur la voie romaine à 250 mètres de la route nationale, il est resté un village typique. À l'intérieur du vieux village, on retrouve l'architecture traditionnelle de la Haute Maurienne, des maisons de paysans, très belles dans leur rusticité, accolées à d'étroites ruelles.
On rencontre ensuite le Verney (1 222 m), le long de la grand route, qui connut un boum avec l'ouverture par Napoléon de la route par le col du Mont-Cenis. La rue des diligences et ses petites ruelles sont tout aussi magnifiques les unes que les autres.
Entre Bramans et le Verney, isolé sur une butte, se situe l’ensemble paroissial avec l'église, le presbytère, le cimetière et d'autres chapelles (le Plan de l'Église).

### Logement
Le nombre total de logements dans la commune est de 478. Parmi ces logements, 32,6 % sont des résidences principales, 63,8 % sont des résidences secondaires et 3,6 % sont des logements vacants. Ces logements sont pour une part de 73,7 % des maisons individuelles, 24,4 % sont des appartements et enfin seulement 1,9 % sont des logements d'un autre type. Le nombre d'habitants propriétaires de leur logement est de 79,5 %. Ce qui est supérieur à la moyenne nationale qui se monte à près de 55,3 %. Le nombre de locataires est de 12,2 % sur l'ensemble des logements qui est inférieur à la moyenne nationale qui est de  39,8 %. On peut noter également que 8,3 % des habitants de la commune sont des personnes logées gratuitement alors qu'au niveau de l'ensemble de la France le pourcentage est de 4,9 %. Toujours sur l'ensemble des logements de la commune, 1,3 % sont des studios, 5,1 % sont des logements de deux pièces, 26,3 % en ont trois, 26,9 % des logements disposent de quatre pièces, et 40,4 % des logements ont cinq pièces ou plus.

### Projets d'aménagement
- À la poursuite d'Hannibal

À l'initiative du conseil général de la Savoie, il est réalisé sur la commune une « promenade savoyarde de découverte » sur le thème d'Hannibal. Ce sentier accessible aux valides, comme aux personnes à mobilité réduite, reliera les deux parties du village distantes de 1 000 m environ. Un second sentier, plus long, entre Bramans et Giaglione en Italie est en projet, il nécessitera de gros aménagements, notamment pour rénover la route carolingienne.

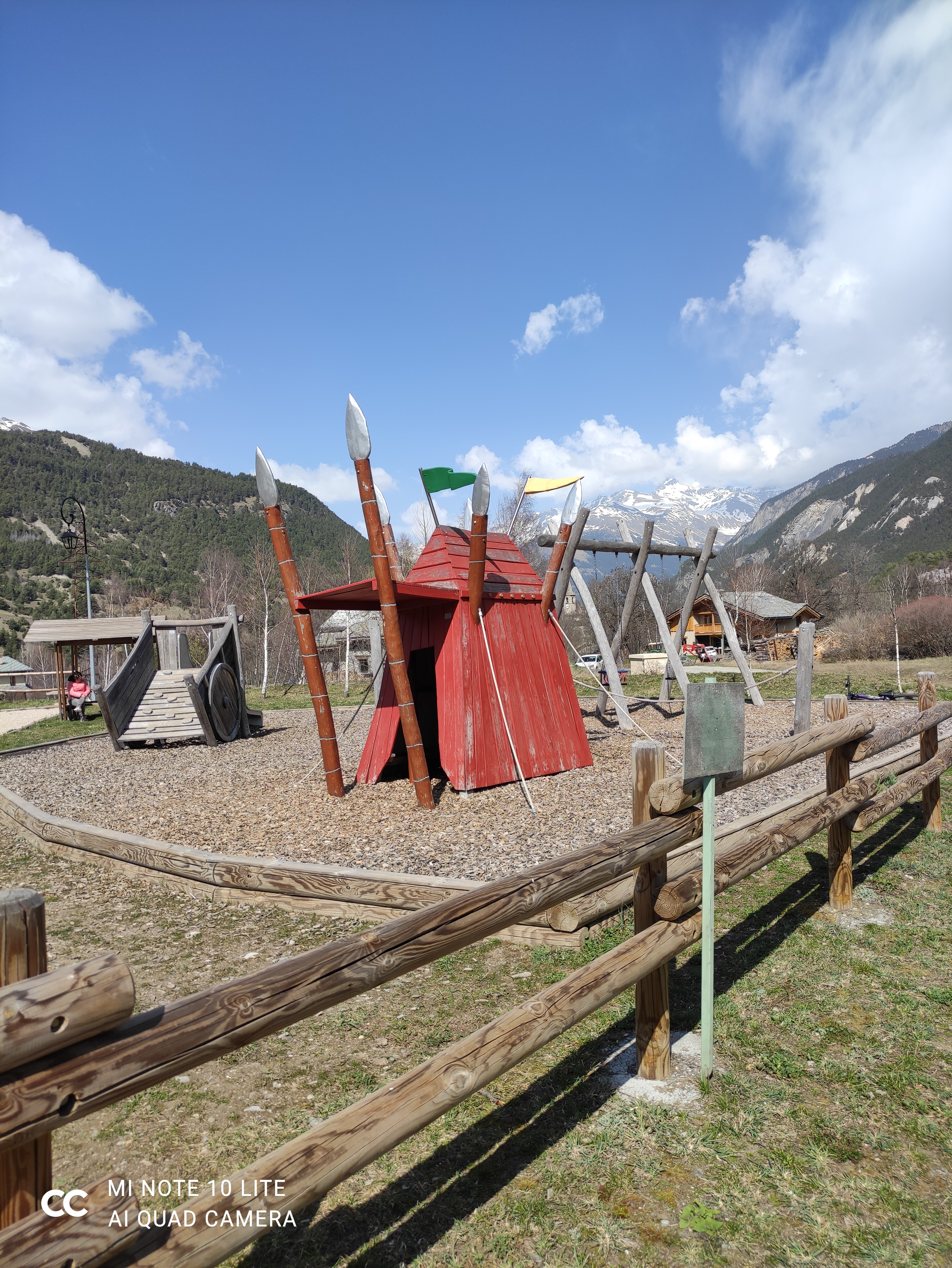

Lié à ce projet, la commune a construit une aire de jeux nommée Hannibal Parc se situant le long de la route de l’église. Ce projet prit malheureusement du retard pour son ouverture à la suite d'un accident survenu en juillet 2016. Un camion benne censé livrer du sable sur l'aire a touché la ligne haute tension de 20 000 volts qui surplombait le parc. Deux personnes trouvèrent la mort et 3 autres furent blessés. Cet incident créa une coupure d’électricité à travers le village. Aujourd'hui la ligne a été déplacée et le parc a pu ouvrir.
- Saint-Pierre d'Extravache

L'association du patrimoine de la commune de Bramans entreprend depuis 2012 la rénovation d'une des fresques de la ruine de l'église Saint-Pierre d'Extravache, premier emblème de chrétienté de Savoie. L'association compte sur les dons pour financer cette œuvre. L'édifice a déjà profité d'une grosse rénovation à la fin du XXe siècle.
- Station de ski du Val d'Ambin (Val Cenis)

Bramans dispose de plus de 40 km de pistes nordiques, réparties sur deux sites. « Le Village » avec des pistes multi-activités. « Le Planay » avec des pistes de ski de fond. Ce dernier n'est accessible que par la navette de Val-Cenis (Ligne-4), sur la D 100 fermée en hiver. Depuis la création de la commune de Val-Cenis en 2017, le conseil municipal cherche un moyen plus simple de rejoindre le secteur du Planay depuis le village de Bramans. Un projet de liaison téléportée est en discussions.
La route D 100 entre le vallon du Planay et le village de Bramans, est l'une des 4 pistes homologuée de bobsleighs sur route de France. Elle a accueilli en 1997/98 les Championnats d'Europe de bobsleigh sur route (organisé par Mâcot-la-Plagne). Depuis la passion pour ce sport a resurgi, la route de la Croix du Mollard est éclairée la nuit et sert en hiver pour des démonstration et courses des bobsleighs anciens datant de la fin du XIXe siècle.

## Toponymie

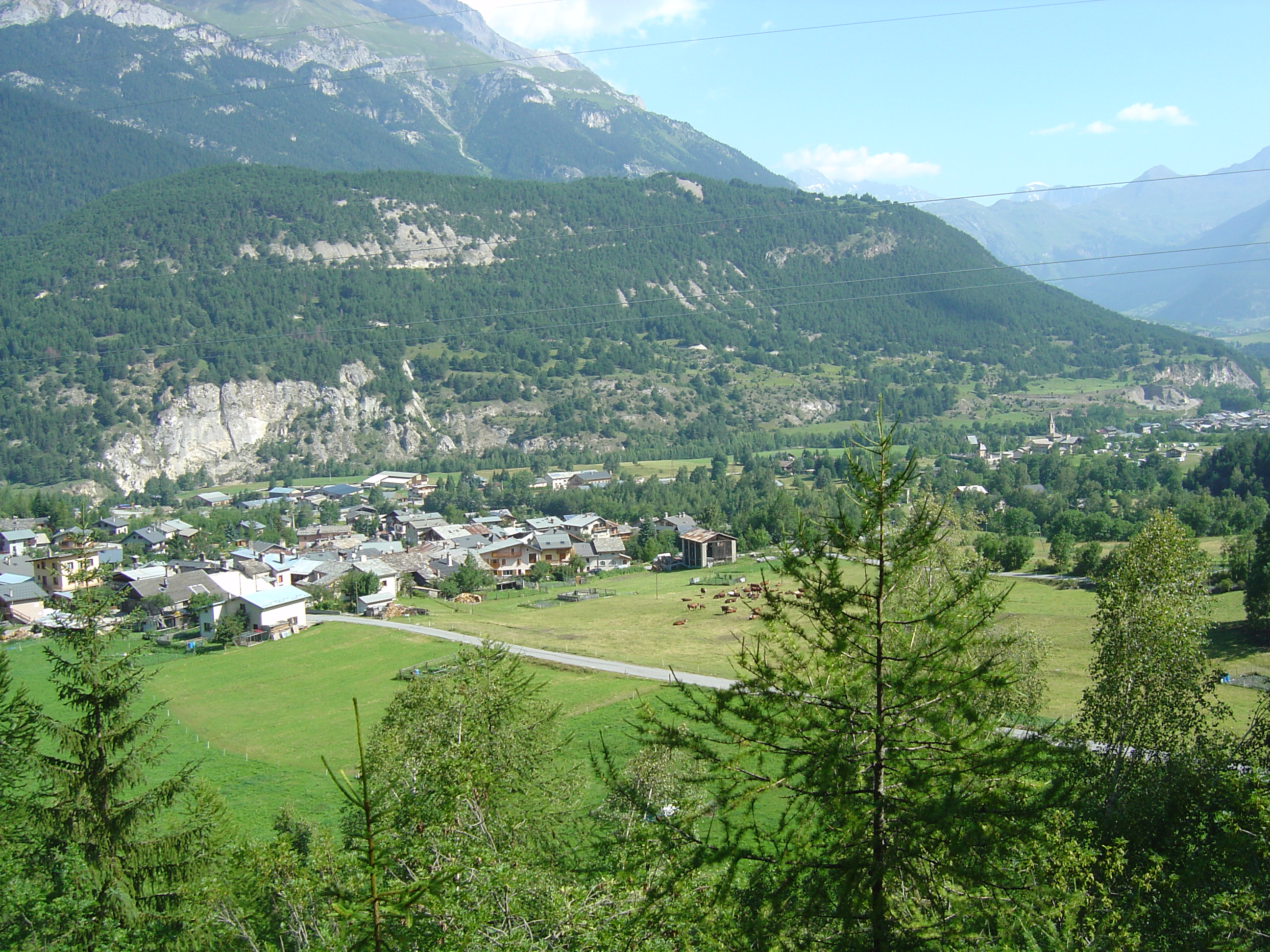
Vue générale de Bramans.

Le nom de la localité est attesté sous les formes Bramovicum olim Metropolis au XIIIe siècle ; Curatus de Bramano au XIVe siècle ; Braman en 1338 ; Bramant en 1546. 
L'étymologie du nom de Bramans est assez difficile à déterminer : on ne retrouve que des traces sur des manuscrits où il apparaît vers 1338 pour la plus ancienne, puis dans une liste des possessions de la Maison de Savoie qui mentionne parmi elles Cinisius Minor = le Petit Mont-Cenis, et Bramovicum olim Metropolis : Bramans autrefois Métropole, signifiant ainsi que par le passé Bramans a eu un rôle très important.
En francoprovençal, le nom de la commune s'écrit Braman (graphie de Conflans) ou Bramans (ORB).

## Histoire
Bramans a vu passer trois grands hommes de l'histoire :
- selon une des nombreuses théories sur le passage des Alpes par Hannibal en 218 av. J.-C., celui-ci y serait passé avec ses éléphants afin de rejoindre l'Italie par le col Clapier. Cette théorie fut notamment soutenue par le docteur Marc-Antoine de Lavis-Trafford (1880-1960). Ces travaux de recherche ont d'ailleurs mis en évidence des vestiges des voies romaines, carolingiennes et napoléoniennes au sein de la vallée.
- Charlemagne y passa en 773 ;
- Napoléon Bonaparte traversa Bramans en 1800 pour rejoindre le col du Mont-Cenis et l'Italie.

Deux présidents de la République sont également passés à Bramans :
- le président Albert Lebrun en 1936 ;
- le général de Gaulle, en 1945 au cours d'une prise d'armes pour féliciter le 11e bataillon de chasseurs alpins pour la prise du Mont-Froid.

En 1748, Madame de Warens se lance dans la prospection minière après avoir découvert des minerais d'argent dans le filon de la Colombière au-dessus de Brabant.

## Politique et administration
Le 1er janvier 2017, un rassemblement entre les communes de Bramans, Termignon, Lanslebourg, Lanslevillard et Sollières-Sardières a vu le jour. Les cinq communes se nomment désormais, Val-Cenis. Néanmoins, les anciennes communes gardent leur nom accolée à l'étiquette « Val-Cenis ». Les maires des cinq communes sont automatiquement devenus maires adjoint lors du rassemblement. Le maire adjoint de la commune de Bramans est à ce jour Patrick Bois depuis 2017.
Administrativement, ce rassemblement se concrétise par une aide étatique plus importante: selon l'agence départementale de Savoie, la fusion mènera à une augmentation des dotations de 750 000 euros[réf. nécessaire].
Le siège de la « nouvelle commune » se trouve à Termignon.

### Liste des maires
| Période       | Période                 | Identité          | Étiquette | Qualité |
| ------------- | ----------------------- | ----------------- | --------- | ------- |
| 1935          | 1936                    | Victorin Simon    | SE        | ...     |
| 1936          | 1939                    | Henri Borot       | SE        | ...     |
| 1939          | 1940                    | Alfred Favre      | SE        | ...     |
| 1944          | 1947                    | Jean-Marie Favre  | SE        | ...     |
| 1947          | 1953                    | Jean-Marie Favre  | SE        | ...     |
| 1953          | 1958                    | Jean-Marie Favre  | SE        | ...     |
| 1958          | 1959                    | Félicien Gagnière | SE        | ...     |
| 1959          | 1966                    | Jules Gagnière    | SE        | ...     |
| 1966          | 1968                    |                   | SE        | ...     |
| mars 1968     | mars 2001               | René Girard       | RPR       | ...     |
| mars 2001     | mars 2014               | Yvon Claraz       | UMP       | ...     |
| mars 2014     | décembre 2014 Démission | Marcel Favre      | SE        | ...     |
| décembre 2014 | décembre 2016           | Thérèse Lehoux    | SE        | ...     |

### Jumelages
Jumelage avec Giaglione
Le village de Bramans et   Giaglione (Italie) ont toujours été liés, premièrement de par leur proximité géographique, ces deux villages se trouvant autour du massif d'Ambin et du col Clapier. Mais petit à petit, des échanges plus concrets sont organisés entre les municipalités notamment en 2007. D'ailleurs en février de cette année, Marco Rey adjoint à la municipalité de Giaglione présenta une exposition sur l'alpinisme à la population de Bramans.
En 2008, les deux communes se lancent dans un projet transfrontalier intitulé « espaces Hannibal Bramans - Giaglione » qui aujourd'hui a pris le nom de « sur les traces d'Hannibal ». Ce projet se concrétise par un chemin reliant les deux communes à travers la montagne étant sillonné d'activités autour d'Hannibal notamment à proximité des villages (jeux à thème, chasse aux trésors...).
Ces liens aboutissent à un jumelage dès 2009. Le 14 juin 2009, les maires Enzo paini (Giaglione) et Yvon Claraz (Bramans) se réunissent à Giaglione pour signer une déclaration, un serment de jumelage. Des bus sont mis à disposition pour que les habitants de Bramans puissent assister à cette déclaration et sont accueillis à Giaglione sous le soleil et par la Banda Musica du village. Le 14 août 2010, ce serment est réitéré, à Bramans cette fois.
De nombreux projets sont engagés depuis entre les deux communes, notamment sur le thème d'Hannibal. Les relations entre les deux communes n’ont jamais cessé de par l'histoire et la proximité géographique.

## Économie

### Tourisme
En 2014, la capacité d'accueil de la commune/station, estimée par l'organisme Savoie-Mont-Blanc, est de 2 986 lits touristiques répartis dans 354 établissements. Les hébergements se répartissent comme suit : 43 meublés  ; 1 hôtel ; un établissement d'hôtellerie de plein air ; 3 centres ou villages de vacances/maison familiale ; 4 gîtes ou gîtes d'étape et deux chambres d'hôtes.
En 2014, la commune est labellisée « Station verte », label abandonné à la fusion dans la commune nouvelle de Val-Cenis.

## Population et société

### Démographie
L'évolution du nombre d'habitants est connue à travers les recensements de la population effectués dans la commune depuis 1793. Pour les communes de moins de 10 000 habitants, une enquête de recensement portant sur toute la population est réalisée tous les cinq ans, les populations de référence des années intermédiaires étant quant à elles estimées par interpolation ou extrapolation. Pour la commune, le premier recensement exhaustif entrant dans le cadre du nouveau dispositif a été réalisé en 2008.

En 2014, la commune comptait 432 habitants, en évolution de +12,79 % par rapport à 2008 (Savoie : +3,63 %, France hors Mayotte : +2,11 %).
| 1793 | 1800 | 1806 | 1822 | 1838 | 1848 | 1858 | 1861 | 1866 |
| ---- | ---- | ---- | ---- | ---- | ---- | ---- | ---- | ---- |
| 474  | 405  | 588  | 764  | 852  | 854  | 884  | 926  | 888  |

| 1872 | 1876 | 1881 | 1886 | 1891 | 1896 | 1901 | 1906 | 1911 |
| ---- | ---- | ---- | ---- | ---- | ---- | ---- | ---- | ---- |
| 831  | 792  | 815  | 854  | 782  | 808  | 728  | 733  | 732  |

| 1921 | 1926 | 1931 | 1936 | 1946 | 1954 | 1962 | 1968 | 1975 |
| ---- | ---- | ---- | ---- | ---- | ---- | ---- | ---- | ---- |
| 648  | 533  | 550  | 506  | 462  | 422  | 351  | 730  | 230  |

| 1982 | 1990 | 1999 | 2006 | 2008 | 2013 | 2014 | - | - |
| ---- | ---- | ---- | ---- | ---- | ---- | ---- | - | - |
| 303  | 331  | 375  | 378  | 383  | 426  | 432  | - | - |

### Manifestations culturelles et festivités
- La Grande Odyssée en janvier (course de chiens de traîneau, en Haute-Maurienne Vanoise) ;
- Démonstrations de descentes de Bobsleighs Anciens Bramanais (hiver). La descente de Bobsleigh fut stoppé pendant une ou deux saisons à la suite d'un accident ;
- Retraite (défilé) aux flambeaux la veille du 15 août avec la clique des Sapeurs Pompiers Empire de Bramans, suivi d'un bal ;
- Fête traditionnelle de l'Assomption, de la sainte patronne, la Vierge Marie le 15 août (défilé des pompiers empires et procession des habitants en costumes traditionnelles, Pain Bénit et fête de village) ;
- La rencontre franco-italienne au col Clapier (Bramans - Giaglione) sur l'Espace Hannibal ;
- Marché automnal (octobre), vente et partage des produits de Haute-Maurienne (France) et du Val de Suse (Italie) ;
- La fête du pain au four communal du hameau du Verney ;
- Les messes en alpages ;
- La compagnie des sapeurs pompiers. La compagnie remonte au XIXe siècle, à l'époque ou le village était sous gouvernement sarde et ou une garde était nécessaire à chaque village. Aujourd'hui, tel n'est plus le cas mais l'uniforme s'est transmis de père en fils, et la compagnie continue de défiler pour garder et mettre en avant sa tradition, lors du 15 août principalement[16].

## Culture locale et patrimoine

### Lieux et monuments

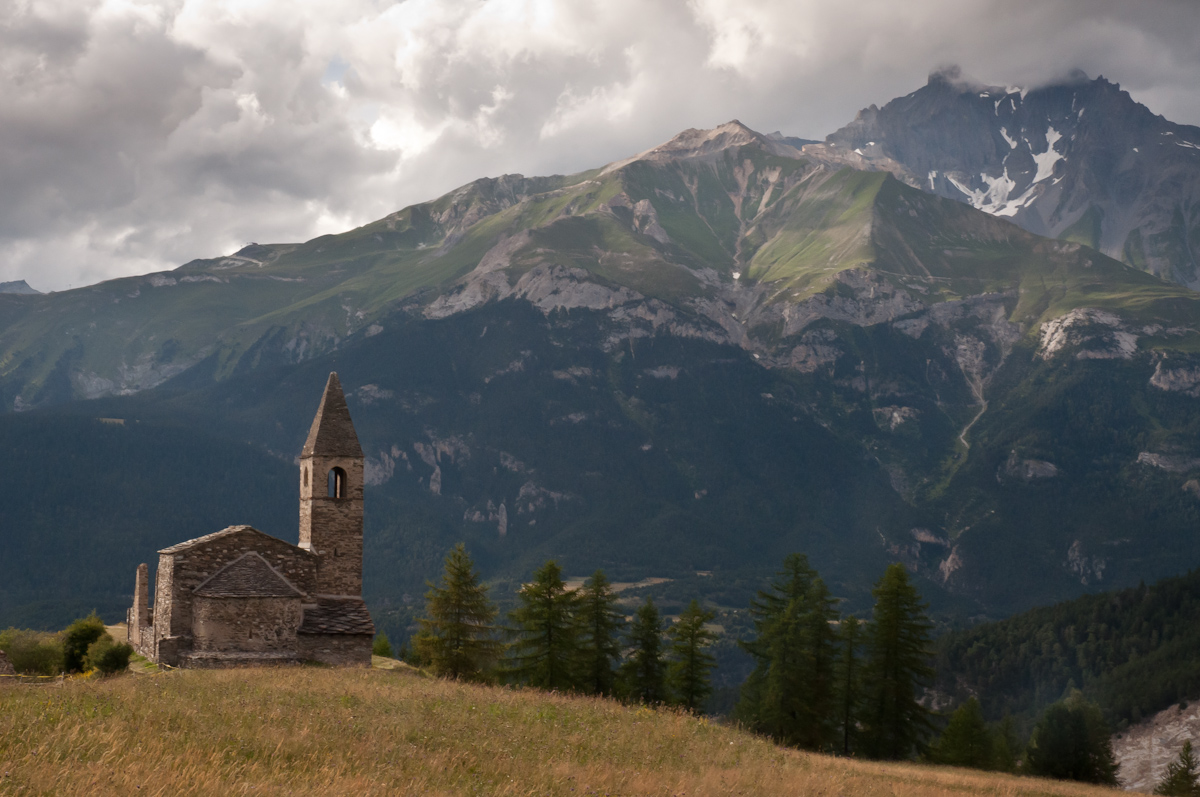
L'Église de Saint Pierre d’Extravache.

L'association « Les Amis du patrimoine » est créée en 2001 avec le but de préserver, de mettre en valeur et de promouvoir le patrimoine du village.
Église Saint-Pierre d’Extravache
L'édifice, considéré comme la plus vieille église de la Savoie, est une ancienne église prieurale. Elle se trouve dans la vallée du Planay et le dernier bourg avant le passage du col Clapier ou col du Petit Mont-Cenis en direction de l'Italie. L'édifice est inscrit au titre des monuments historiques en 1966.
L'église fait partie de l'histoire de la vallée. L'association "Les Amis du patrimoine" a décidé de réaliser une reconstitution en maquette des anciennes peintures de l'abside de l’église. Cette reconstitution est à visiter dans le village de Bramans, derrière l'église du village. La construction de l'abside a été faite selon des techniques anciennes pour tenter de retranscrire le côté authentique de l'oeuvre.
Église Notre-Dame-de-l'Assomption
L'église est construite à l'époque Baroque sur un terrain sablonneux, elle a été détruite et reconstruite de l'autre côté de son clocher au cours du XXe siècle, tout en gardant son style et son décor Baroque Savoyard. Le retable du maître-autel pourrait dater des années 1670-1680, et serait l'œuvre de Claude Simond et Esprit Amabert de Bramans (mention dans ouvrage "En Maurienne - Sur les Chemins du Baroque"). Édifice classé "Pays d'Art et d'Histoire".
Chapelles
Une dizaine 10 dont la plus importante, Notre-Dame-de-la-Paix dominant le chef-lieu.

### Patrimoine naturel
Vallon de Savine et col Clapier
Lieux de passage d'Hannibal Barca (Annibal), guerrier carthaginois parti conquérir Rome en traversant les Alpes, avec ses 37 éléphants de guerre de type asiatique. Le sentier emprunté entre Bramans et Giaglione porte aujourd'hui le nom de Sentier Hannibal et fait partie du projet Espace Hannibal.
Bramanette
Le vallon de Bramanette surplombe la commune de Bramans. Cette vallée fréquentée par des randonneurs dispose d'un refuge, le refuge de Bramanette situé à 2 080 mètres qui accueille les touristes lors de la saison estivale.
massif du Mont-Cenis et le lac du Mont-Cenis
Le plateau du Mont Cenis se situe a près de 2 000 m d'altitude a proximité de Bramans. Le lac du Mont-Cenis est un lieu très prisé des randonneurs qui est accessible par des chemins de montagne adapté pour les piétons.

## Activités à proximité
Parc d'accrobranche du Diablesitué à côté des forts de l'Esseillon sur la route D1006, ce parcours d’accrobranche propose différents circuits pour toutes et tous. Il possède notamment 2tyroliennes géantes.

### Personnalités liées à la commune
- Marc-Antoine de Lavis-Trafford (1880-1960) : d'origine britannique, médecin, historien de la Savoie. Passionné d'archéologie, dans les années 1920, il acquiert une ferme d'alpage à Bramans, non loin du col du Petit Mont-Cenis, fin de se livrer à des investigations et prouver que le passage des Alpes par Hannibal et ses éléphants, en 218 av. J.-C., s'était fait par le col Clapier proche ;
- René Girard, maire de Bramans pendant 35 ans, Conseiller général du Canton de Lanslebourg-Mont-Cenis pendant 31 ans et Vice-président de l'Assemblée départementale pendant de nombreuses années. Fils de Florimond Girard, à l'origine de la résistance durant la Seconde Guerre mondiale en Maurienne.
- Hervé Flandin : Biathlète français de 1984 à 1997, médaillé olympique lors des JO de 1994 à Lillehammer en Norvège. Deux fois vice-champion du monde du Relais de 1990 à Kontiolathi en Finlande et 1995 à Antholz en Italie. En 1991, il gagne l'unique course individuelle de sa carrière en Coupe du monde à l'occasion de l'individuel de Canmore au Canada.